# Lophochernes flammipes
Lophochernes flammipes är en spindeldjursart som beskrevs av Beier 1951. Lophochernes flammipes ingår i släktet Lophochernes och familjen tvåögonklokrypare. Inga underarter finns listade i Catalogue of Life.